# Pikt nyelv
A pikt nyelv a piktek által beszélt kihalt breton nyelv, amelyet a késő ókortól a kora középkorig a kelet és észak Skóciában élő nép, a piktek beszéltek. A pikt nyelv gyakorlatilag máig nem maradt fenn, kivéve néhány földrajzi és személynevet, amelyek a piktek királyságai által ellenőrzött területen található emlékműveken és kora középkori feljegyzéseken találhatók. Ezek a bizonyítékok azonban határozottan arra utalnak, hogy a nyelv a mai Dél-Skócia, Anglia és Wales területén az angolszász betelepülés előtt beszélt breton nyelvvel rokon szigetszerű kelta nyelv lehetett.
A 20. század második felében az volt az uralkodó nézet, hogy a pikt nyelv eredetileg nem indoeurópai elszigetelt nyelv volt, amely megelőzte Skócia gael gyarmatosítását, vagy hogy létezhetett egymás mellett egy nem indoeurópai pikt és egy breton pikt nyelv.
A pikt nyelv helyébe a pikt időszak utolsó évszázadaiban a gael lépett, vagy beleolvadt a gall nyelvbe. Domnall mac Causantín uralkodása alatt (889-900) a kívülállók a régiót a piktek királysága helyett Alba királyságaként kezdték emlegetni. A pikt nyelv azonban nem tűnt el hirtelen. A gallizáció folyamata (amely nemzedékekkel korábban kezdődhetett) egyértelműen Domnall és utódai uralkodása alatt zajlott. Egy bizonyos pontra, valószínűleg a 11. század folyamán, Alba minden lakosa teljesen gallizált skót lett, és a pikt identitás feledésbe merült.

## Nyelvi besorolás

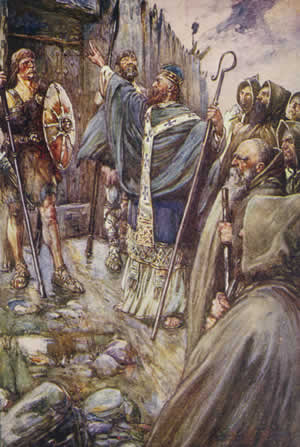
Joseph Ratcliffe Skelton (1865-1927) képe, amely Columba prédikációját ábrázolja Bridei, Fortriu királya előtt 565-ben

Egy különálló pikt nyelv létezéséről a kora középkorban egyértelműen tanúskodik Bede nyolcadik század eleji Historia ecclesiastica gentis Anglorum című műve, amely a pikt nyelvet a britek, az írek és az angolok által beszélt nyelvtől megkülönböztetett nyelvként nevezi meg. Bede szerint a kelta Columba tolmácsot használt a piktekhez intézett missziója során. A pikt nyelv természetével kapcsolatban számos egymással versengő elmélet született:
- A pikt egy szigetszerű kelta nyelv volt, amely a pikt-kelta breton nyelvvel (a walesi, a korni, a kumbriai és a breton nyelv leszármazottai) állt kapcsolatban.
- A pikt nyelv a Q-kelta (goidelic) nyelvekkel (ír, skót gael és manx) szövetséges szigetszerű kelta nyelv volt.
- A pikt nyelv egy az indoeurópai nyelv előtti nyelv volt, mely a bronzkorból származó maradvány.

Úgy gondolták, hogy a pikt nyelv befolyásolta a modern skót gael nyelv kialakulását. Ez talán a legnyilvánvalóbb a kölcsönszavak hozzájárulásában, de ami még fontosabb, a pikt nyelvről úgy gondolják, hogy befolyásolta a skót gael nyelv szintaktikáját, amely jobban hasonlít a breton nyelvekhez, mint az írhez.

## Helyzet a kelta nyelvben
A hely- és személynevek bizonyítékai azt mutatják, hogy a pikt nyelvek területén korábban a délibb britton nyelvekkel rokon szigetszerű kelta nyelvet beszéltek. 1582-ben George Buchanan vetette fel először a pikt nyelv pikt-kelta nyelvként való felfogását, aki a nyelvet a gaelhez sorolta 1582-ben. George Chalmers skót történész a 19. század elején ugyancsak egy ezzel összeegyeztethető nézetet terjesztett elő. Chalmers úgy vélte, hogy a pikt és a breton nyelv egy és ugyanaz, érvelését a pikt királylistákban és a történelmileg pikt területeken uralkodó helynevekben található pikt-kelta ortográfiára alapozta.
Bár bizonyíthatóan kelta nyelvűek, a piktek római kori elődeinek pontos nyelvi rokonságát ennek ellenére nehéz biztonsággal megállapítani. A Krisztus u. 230 körül feljegyzett Vepogeni személynév arra utal, hogy legalább a caledoniak pikt-kelta nyelvet beszéltek. A pikt területről származó római kori törzsfőnökök személynevei, köztük Calgacus neve is (fent) kelta eredetűek.
Whitley Stokes kelta tudós az ír évkönyvek filológiai tanulmányában arra a következtetésre jutott, hogy a pikt nyelv szoros rokonságban áll a walesi nyelvvel. Ezt a következtetést Alexander MacBain filológus elemzése is alátámasztotta a Ptolemaiosz második századi Geographia című művében szereplő hely- és törzsnevekről. William Watson történésznek a skót helynevekről végzett kimerítő áttekintése is meggyőzően bizonyította a történelmileg pikt területek domináns p-kelta nyelvének létezését, és arra a következtetésre jutott, hogy a pikt nyelv a brit nyelv északi kiterjesztése volt, a gael pedig egy Írországból származó későbbi bevezetés.
William Forbes Skene 1837-ben azt állította, hogy a pikt nyelv egy goidel nyelv volt, a modern skót gael őse. Azt gondolta, hogy Columba tolmács használata, (latinul prédikált  a pikteknek) inkább az ír és a pikt nyelv közötti különbséget tükrözte. Ez a nézet, amely Írország és Skócia goidel népek általi független megtelepedését feltételezte, kizárta az ír hatást a skót gael nyelv kialakulásában, és széleskörű népszerűségnek örvendett a 19. századi Skóciában.
Skene később felülvizsgálta a pikt nyelvről alkotott nézetét, megjegyezve, hogy úgy tűnik, hogy a goidel és a breton nyelv elemei egyaránt megtalálhatóak benne:
Túlságosan leszűkítette az a feltételezés, hogy ha kelta dialektusnak bizonyul, akkor szükségszerűen minden vonásában teljesen azonosnak kell lennie a walesi vagy a gael nyelvvel. De ez a szükségszerűség valójában nem áll fenn; és az eredmény, amire jutottam, az, hogy nem walesi, és nem is gael; hanem egy olyan gael nyelvjárás, amely nagyrészt walesi formákból áll.
A piktek a 8. század környékétől kezdve egyre nagyobb politikai, társadalmi és nyelvi befolyás alatt álltak Dál Riata királyság részéről. A piktek a pikt királyság utolsó évszázadaiban folyamatosan gaelizálódtak, és a pikt és a Dál Riatai királyság egyesülésének idejére a piktek alapvetően gael nyelvű néppé váltak. Forsyth úgy véli, hogy a kétnyelvűség időszaka a periférikus területeken több generációval túlélhette a pikt királyságot. A skót gael nyelv az írrel ellentétben jelentős mennyiségű breton kölcsönszót tart fenn, és ráadásul a walesi mintájára kialakított szórendet használ. A skót gael nyelv a walesihez hasonlóan használja a nyelvjárási rendszert. 
A hagyományos Q-kelta vs. P-kelta modell, amely a P-kelta és Q-kelta nyelvű telepesek külön vándorlását jelenti a Brit-szigetekre, a kölcsönös értelmezhetetlenségre épül, és az Ír-tenger szolgál a kettő közötti határként. Valószínű azonban, hogy a szigetországi kelta nyelvek egy többé-kevésbé egységes protokelta nyelvből fejlődtek ki a Brit-szigeteken. A p-kelta pikt és a q-kelta dalriadán goidel nyelvek közötti eltérés elég csekély volt ahhoz, hogy a piktek és a dalriadánok bizonyos fokig megérthessék egymás nyelvét.

## Előindoeurópai hipotézis
Az ogham feliratok fordítási nehézségei, mint például a Brandsbutt Stone-on találtaké, ahhoz a széles körben elterjedt nézethez vezettek, hogy a pikt nyelv egy nem indoeurópai nyelv volt.
1892-ben John Rhys azt állította, hogy a pikt nyelv egy nem indoeurópai nyelv volt. Ezt a véleményt a történelmileg pikt területeken talált, látszólag érthetetlen ogham feliratokra alapozta. Hasonló álláspontot képviselt Heinrich Zimmer is, aki szerint a piktek állítólag egzotikus kulturális szokásai (tetoválás és anyaság) szintén nem indoeurópaiak voltak, és a preindoeurópai modellt egyesek még a 20. században is fenntartották.
Ennek az elméletnek egy módosított változatát terjesztette elő Kenneth Jackson 1955-ben a pikt nyelv befolyásos felülvizsgálatában, aki egy kétnyelvű modellt javasolt: bár a pikt nyelv kétségtelenül p-kelta volt, lehetett nem-kelta szubsztrátuma, és a feliratokhoz egy második nyelvet is használhattak. Jackson hipotézisét az akkoriban aktuális modell alapján fogalmazta meg, miszerint egy breton elit Britannia déli részéről vándorolt be a pikt területre, és uralta a pre-kelta többséget. Ezt használta fel arra, hogy összeegyeztesse az ogham írás vélt fordítási nehézségeit a p-kelta pikt nyelvre vonatkozó elsöprő bizonyítékokkal. Jackson megelégedett azzal, hogy az Ogham feliratokat eredendően értelmezhetetlennek írta le.
Jackson modellje lett az ortodox álláspont a 20. század második felében. A késő vaskori régészet megértésének fejlődése azonban ezt fokozatosan aláásta. Az utóbbi években számos Ogham-feliratra vonatkozóan javasoltak kelta értelmezést, bár ez továbbra is vita tárgyát képezi. Az Ogham-feliratokat a kelták is értelmezték.

## Elvetett elméletek
A hagyományos (mára már elvetett) elméletek azt állították, hogy a piktek a Kelet-Európát és Közép-Ázsiát magába foglaló Szkítiából vándoroltak Skóciába. Buchanan, aki a piktek szkíta p-kelta ősét kereste, azt a galliai nyelvet beszélő cotini (amit ő gothuni néven adott vissza) törzs rátelepedésében látta, amely a mai Szlovákia területéről származott. Ezt később Robert Sibbald 1710-ben félreértette, és a gótuniakat a germán nyelvű gótokkal tette egyenlővé. 1789-ben John Pinkerton ezt kibővítette, azt állítva, hogy a pikt a modern skótok elődje. 1789-ben John Pinkerton érvelése gyakran csapongó, bizarr volt, és egyértelműen az motiválta, hogy a keltákat alsóbbrendű népnek tartotta. Pinkerton érvei gyakran elkalandoztak, bizarrak voltak, és egyértelműen az a meggyőződése motiválta, hogy a kelták alsóbbrendű nép. A germán pikt nyelv elméletét ma már nem tartják hitelesnek.

## Ogham feliratok
Bár a ma ismert több mint 40 Ogham felirat értelmezése továbbra is bizonytalan, többről elismerték, hogy breton formákat tartalmaz. Guto Rhys (2015) megjegyzi, hogy jelentős óvatosságra van szükség az ilyen feliratok értelmezésénél, mivel olyan kulcsfontosságú információk, mint az ortográfiai kulcs, a nyelvi környezet, amelyben készültek, és a piktföldi írásbeliség mértéke továbbra is ismeretlenek.

## A gael nyelvre gyakorolt hatás
A skót gael nyelv etimológiai vizsgálata, különösen Alexander Macbain 1896-os erőfeszítései által kimutatták a nyelvben a pikt kölcsönszavak korpuszának jelenlétét. Guto Rhys nyelvész a többi brit rokon nyelvhez képest rövidebb magánhangzókat tanúsító számos kölcsönszó alapján azt javasolta, hogy a pikt nyelv ellenállt néhány 6. századi latin hatású hangváltoztatásnak. Rhys azt is megjegyezte, hogy számos kölcsönszó potenciálisan "költségvetési" profilú, és feltételezte, hogy a gael nyelvbe csomagként, kormányzati kontextusban kerülhettek be.
Számos gael főnév jelentése jobban hasonlít a breton rokon értelmű szavakéhoz, mint az ír nyelvben, ami arra utal, hogy a pikt nyelv szubsztrátumként befolyásolhatta e szavak értelmét és használatát. A Srath (> Strath-) a feljegyzések szerint "legelőt" jelentett az óír nyelvben, míg a mai gael megvalósítás "széles völgyet" jelent, pontosan úgy, mint a breton rokonai (vö. walesi ystrad). A dùn, foithir, lios, ràth és tom ugyanígy a pikt nyelv szubsztrátumának hatását tanúsíthatja.
Greene megjegyezte, hogy a gaelben az óírből örökölt igei rendszer "teljes összhangba került a modern beszélt walesi nyelvvel", és ennek következtében Guto Rhys úgy ítélte meg, hogy a pikt nyelv módosíthatta a gael igei szintaxist.

## Személynevek
A pikt személynevek, ahogyan azokat olyan dokumentumokból, mint például a Poppleton kéziratból megszerezték, jelentős, diagnosztikusan brittóni vonásokat mutatnak, beleértve a végső -st és a kezdő w- megtartását (vö. P. Uurgust vs. Goidelic Fergus), valamint az -ora- -ara-vá alakulását (vö. P. Taran vs. G. torann).
Számos pikt név közvetlenül párhuzamos más breton nyelvek neveivel és főneveivel. Az alábbiakban számos pikt név a breton és más kelta nyelvek megfelelői szerint van felsorolva.

## pikt breton rokon nyelv(ek), Egyéb kelta rokon nyelv(ek)
- Mailcon Mailcon (régi walesi), Maelgwn (walesi) -
- Morcunt, Morgunn, Morgainn Morcant (régi walesi) - -
- Taran taran (walesi) Taranis (galliai)
- Unust Unwst (walesi) Oengus (gael)
- Uoret, Urad Guoret (régi walesi) - -
- Uuen Owain (walesi) -
- Uurgust Gurgust (régi walesi) Fergus (gael)

A piktek neveiben is számos, a breton nevek kialakításában gyakori elem jelenik meg. Ezek közé tartozik *jʉð, "úr" (> Ciniod) és *res, "lelkesedés" (> Resad; vö. walesi Rhys).

## Fordítás
- Ez a szócikk részben vagy egészben  a   Pictish language című angol Wikipédia-szócikk ezen változatának fordításán alapul.  Az eredeti cikk szerkesztőit annak laptörténete sorolja fel. Ez a jelzés csupán a megfogalmazás eredetét és a szerzői jogokat jelzi, nem szolgál a cikkben szereplő információk forrásmegjelöléseként.